# Zračno gašenje požarov
Zračno gašenje požarov je uporaba letal ali helikopterjev za gašenje požarov iz zraka. Zračna plovila lahko dosežejo kraje, kjer z drugimi plovili ni možno gasiti. Sicer se za zračne šteje tudi gasilce, ki pridejo na lokacijo s padalom (ang. SmokeJumper). Za gašenje se največkrat uporablja navadna voda, kemična gasilna sredstva in druga protipožarna sredstva.
Za plovila, ki jih uporabljamo v ta namen, se uporabljajo se različni nazivi; npr. Airtanker, HeliTanker, WaterBomber (vodni bombnik).
Helikopterji imajo določeno prednost, vodo lahko črpajo iz stacionarnega vira in so tudi bolj natančni pri gašenju. Letala za zajem potrebujejo veliko površino vode ali letalsko stezo, kjer ponovno natočijo vodo ali protipožarno sredstvo. Za namen zračnega gašenja požarov so predelali tudi velika letala, kot so DC-10, Boeing 747 in Iljušin Il-76, ki imajo kapaciteto več kot 40 000 litrov gasilnega sredstva.
Leta 2002 je Canadair (sedaj Bombardier) CL-415 v 100 poletih dostavil rekordnih 162.000 ameriških galon (613.240 l) vode. Letala tega tipa sicer uporablja tudi Hrvaška.

## Gasilna sredstva
V preteklosti so uporabljali toksične borove soli (BO3). Danes se uporablja sredstva, kot so amonijev sulfat, amonijev polifosfat, magnezijev aluminijev polisilikat, guar gumi,...

## Galerija gasilskih helikopterjev
- Mil Mi-8 v vlogi gašenja
- Bell 205
- Velik S-64 Erickson Air-Crane
- Los Angeles County Fire Department Sikorsky S-70C Firehawk

## Galerija gasilskih letal
- Lockheed P-3A Orion
- PZL M-18 Dromader
- Hrvaški Bombardier 415
- IL-76TD